# Helipterum craspedioides
Helipterum craspedioides là một loài thực vật có hoa trong họ Cúc. Loài này được W.Fitzg. mô tả khoa học đầu tiên năm 1904.